# 戸明神社
戸明神社（とあけじんじゃ）は、福岡県北九州市若松区にある神社。日本神話に登場する神、天手力雄大神（アメノタヂカラオ）・天児屋根大神（アメノコヤネ）を主祭神として祀る、福岡県下では珍しい神社である。

## 祭神
天の岩戸神話に登場する天手力雄大神（アメノタヂカラオ）・天児屋根大神（アメノコヤネ）を祀る。

## 歴史
戸明神社は、安屋・有毛・大鳥居・高須に鎮座される「戸明神社」の本宮で、稲国・岩屋・脇田・竹並・払川・塩屋・小敷に鎮座の「産土氏神社」18社の総社として古来崇敬されてきた。
その創建の時期については不明であるが、戸明神社第6代宮司幡掛元成の誌す『戸明神社縁起書序』（天文5年）に「昔、当社は岩屋・柏原との間、戸明浜に御社有りて甚だ厳しき宮造りなりしを、享禄の年頃此の地に移し奉るなり」とあり、これによれば当社が戸明浜から現鎮座地の蜑住に遷座されたのはほぼ享禄（1528年）の頃であると共に、享禄以前には既に創建されていたと考える事ができる。
また、『福岡県神社誌』（昭和19年）によれば、「往昔は大社にて郷内の三大社と称し、島郷30余村より春秋両季五穀成就の祈祷は勿論、毎年臨時祭絶えず執行せり」とあり、宮司家が郡内神職の頭取に任じてきた事と併せ考え、昔時の繁栄が偲ばれる。